# Rosina Galli (ballerina)
Rosa Galli, detta Rosina (Napoli, 1892 – Milano, 30 aprile 1940) è stata una ballerina e maestra di ballo italiana.

## Biografia

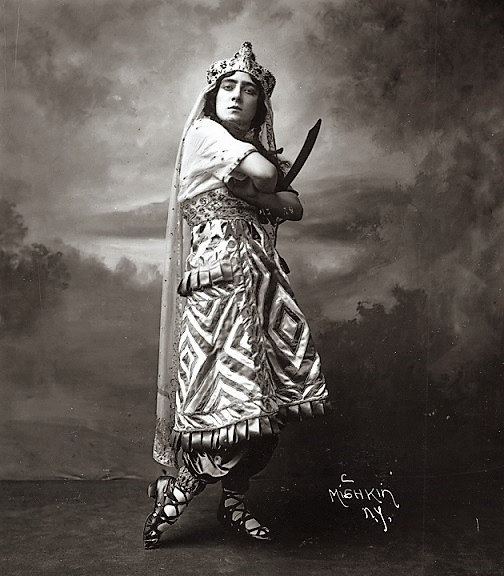
Rosina Galli ne Il principe Igor, Metropolitan di New York, 1915

Nata a Napoli, dove suo padre, Francesco Galli, esercitava la professione di avvocato, studiò balletto al Teatro San Carlo, divenendone a 14 anni la prima ballerina. Successivamente si trasferì a Milano, dove studiò alla Scala. Entrata a far parte del Corpo di Ballo di quel teatro, la sua affermazione avvenne nel 1910, quando, diciottenne, danzò nel Pietro Micca e nel Ballo Excelsior di Luigi Manzotti. Proseguì la carriera artistica trasferendosi, nel 1911, negli Stati Uniti, dove fu a Chicago e a New York. 
Prima ballerina del Chicago Grand Opera Ballet, nel 1914 subito dopo lo scioglimento di quest'ultimo, fu ingaggiata come étoile del Metropolitan Opera House debuttando in novembre in Carmen (opera). 
Figura minuta, che le conferiva un aspetto simile a un elfo, Rosina Galli poteva vantare una tecnica rigorosa, eredità del magistero appreso alla Scala, che sfoggiava esibendosi in potenti pirouette che le procurarono i favori del pubblico newyorchese. 
Proprio al MET, nel 1919, diventò maestra di ballo, senza smettere di calcare le scene da protagonista in 496 recite fino al 1930, data in cui smise di esibirsi per limitarsi alle attività di maestra di ballo e di coreografa.
Come insegnante, si impose per l'applicazione dei metodi severissimi appresi durante il suo passato alla Scala: secondo la peculiare maniera dei didatti di scuola italiana dell'ottocentesca, usava battere il pavimento con un palo da tenda, e prorompeva in violenti improperi e insulti a punire gli errori degli allievi, sempre pronta, però, a correre ad abbracciarli quando questi, per effetto delle sue sfuriate, finivano per scoppiare in pianti dirotti. Si guadagnò una grande reputazione quando, nei primi anni trenta, nelle ristrettezze della Grande depressione, seppe mantenere alto il livello del corpo di ballo, mentre molti artisti preferivano lasciare l'opera per i più remunerativi musical di Broadway.
Nell'ambiente del Metropolitan conobbe anche il suo futuro marito, Giulio Gatti Casazza, già soprintendente alla Scala, divenuto direttore del MET dal 1908. Casazza la sposò a Jersey City nel 1930, dopo che, nel 1928, aveva divorziato dalla prima moglie, il soprano neozelandese Frances Alda, da lui sposata nel 1910. 
Quando il maritò, nel 1935, si ritirò a vita privata, la coppia fece ritorno in Italia in una villa sul Lago Maggiore. Riposa in una tomba permanente del Cimitero Maggiore di Milano.